# Edward Jaremek
Edward Jaremek (ur. 10 sierpnia 1933 w Orchowcu, zm. 7 sierpnia 1981) – polski spawacz, poseł na Sejm PRL VI i VII kadencji.

## Życiorys
Uzyskał wykształcenie podstawowe, z zawodu spawacz. W 1956 podjął pracę w Wytwórni Sprzętu Komunikacyjnego w Świdniku. Był przewodniczącym oddziałowej rady związkowej, a także członkiem egzekutywy oddziałowej organizacji partyjnej Polskiej Zjednoczonej Partii Robotniczej. W 1968 zasiadł w egzekutywie komitetu zakładowego partii. W 1972 i 1976 uzyskiwał mandat posła na Sejm PRL w okręgu Lublin. Przez dwie kadencje zasiadał w Komisji Obrony Narodowej oraz w Komisji Przemysłu Lekkiego.
Żonaty z Czesławą, pochowany na cmentarzu komunalnym Majdanek w Lublinie (kwatera S2C2-7-4).

## Odznaczenia
- Brązowy Krzyż Zasługi
- Odznaka Przodownika Pracy Socjalistycznej
- Złota Odznaka Zasłużonego dla WSK
- Złota Odznaka Związku Metalowców